# Вулиця Володимира Наумовича
Ву́лиця Володи́мира Наумо́вича — вулиця у Святошинському районі міста Києва, селище Біличі. Пролягає від Обухівської вулиці до вулиці Миколи Ушакова.
Прилучаються вулиці Олексія Береста, Крушельницького, Христини Сушко, Мовчунівський провулок, вулиці Володимира Шульгина і Дмитра Яворницького.

## Історія
Виникла на початку 1930-х років і спочатку мала назву вулиця Фрунзе, на честь радянського військового діяча Михайла Фрунзе. У 1966 році отримала назву вулиця Антонова-Овсієнка на честь радянського діяча Володимира Антонова-Овсієнка.
Сучасна назва на честь учасника бою під Крутами Володимира Наумовича — з 2016 року.